# Минохвъргачка
Минохвъргачка или наричана още миномет е вид оръдие, предназначено за навесна стрелба по укрити цели, а също така за разрушаване на полеви укрепления. За изобретател на минохвъргачката се счита руският офицер и инженер Леонид Николаевич Гобято.
Минохвъргачките влизат в състава на артилерията.

## Бойни качества
Основните бойни качества на миномета са: голямата мощност на боеприпасите (мини), високата скорострелност, сравнително ниската маса, простота на устройството и бойното използване, постоянната готовност за откриване на огън без особена подготовка.
Голямата траектория на полета на мините (ъгъла за стрелба позволява промяна от 45° до 85°) позволява да бъдат унищожени закрити цели, неунищожими от автоматичен и артилерийски огън.

## История
Мортира – артилерийско оръдие с къс (по-малък от 15 калибър) ствол за навесна стрелба, се използва от XV до средата на XX век. 6-дюймовите полеви мортири Круп се използват, въпреки неголямата им далекобойност (под 4000 м.) в Руско-японската война. По-късно този вид оръдие е заменен от гаубиците и минохвъргачките.
В отбраната на Порт Артур, по време на Руско-японската война (1904 – 1905), бойните действия преминават в окопите. Окопалите се японски войски било трудно да бъдат обстрелвани от автоматичен или пушечен обстрел. В тези условия Леонид Гобято изработва първия миномет – оръдие, стрелящо със снаряди, снабдени с крилца за стабилизиране на полета, по навесна траектория.
В качеството на снаряди за първи път се използват морски мини, което дава име на установката.
Този опит с новото оръжие, за кратко време е заимстван от други държави, където бързо започват разработка на това ефективно бойно съоръжение, използвайки най-различни калибри. По време на Първата световна война (1914 – 1918) в Руската армия използват предимно миномети с калибър от 47 мм. до 58 мм., които имат далекобойност съответно 390 и 510 м., с тегло на мините 2,1 и 3,6 килограма.
Във Втората световна война това оръжие достига връх в своето използване. Използват го всички воюващи страни а също така и партизанските части. От 1941 до 1945 година Вермахта използва в своите операции около 68 000 минохвъргачки, а СССР произвежда за същия период около 347 000 минохвъргачки.
В следвоенните години минохвъргачките се усъвършенстват в мощни 160 мм и 240 мм установки. Били създадени дори минохвъргачки, изстрелващи ядрени снаряди.

### Минохвъргачки използвани от 1941 до 1945
- V, м/с – начална скорост на мините
- P, кг – тегло на миномета в бойно положение
- S, изстрела/мин – скорострелност
- L, м – далечина на стрелбата
- Индекс; Калибър – мм; V – м/с; P – кг; S – изстр/мин; L – м; Тегло мини – кг

#### Червена армия 1941 г.
- Миномет-лопата: 1941 г. /37 мм /65-70 м/с /2,4 кг /30 /300 м /0,5
- Ротен миномет обр.: 1941 г. /50 мм /97 м/с /9 кг /30 /800 м /0,85
- Ротен миномет обр.: 1941 г. /82 мм /211 м/с /52 кг /25 – 30 /3040 м /3,1
- Полкови миномет обр.: 1938 г. /107 мм /325 м/с /170 кг /15 /6100 м /8
- Полкови миномет обр.: 1938 г. /120 мм /272 м/с /275 кг /15 /5700 м /15,9
- Опростен миномет обр. 1941 г. /120 мм /272 м/с /273 кг /15 /6000 м /15,9

#### Вермахт
- Миномет обр. 1936 г. /50 мм / 75 м/с /14 кг / 20 / 520 м /0,9
- Миномет обр. 1934 г. /81 мм / 75 – 174 м/с / 57 кг /25 / 60 – 2400 м /3,5
- Отбранителен миномет 19?? / 89/200 мм /200 – 93 м/с / 8 – 10 кг /700 м /21, 27
- Планински миномет 19?? /105 мм /105 – 195 м/с / 102,6 кг /10 – 15 /3025 м /7,35

#### Вермахт 1942 год
- Миномет обр. 1942 г. /120 мм /283 м/с / 285 кг / 8 – 10 / 6050 м / 15,8

#### Червена армия 1943 г.
- Батальонен миномет обр. /1943 г. /82 мм /211 м/с / 58 кг / 25 – 30 / 3040 м /3,1
- Полкови миномет обр. 1943 г. /120 мм /272 м/с / 275 кг /15 / 5700 м / 15,9